# Maclean Rogers
Maclean Rogers, nasceu Percy Miller Maclean Rogers (Croydon, Surrey, 13 de julho de 1899 – Harefield, Middlesex, 4 de janeiro de 1962) foi um roteirista e diretor de cinema britânico.

## Filmografia selecionada
Diretor
- The Third Eye (1929)
- The Mayor's Nest (1932)
- Up for the Derby (1933)
- The Crime at Blossoms (1933)
- Trouble (1933)
- A Clean Sweep (1958)
- Just Joe (1960)
- Not a Hope in Hell (1960)

Roteiros
- God's Clay (1928)
- Glorious Youth (1929)

Outros
- The W Plan (1930) - editor